# 高玉倩
高玉倩（1927年—2018年12月23日），女，原名高晨、高永蒨，中国京剧表演艺术家，京剧旦角演员。

## 生平
1927年生于北京，工京剧旦角。8岁进入北平中华戏曲专科学校永字科学习，科名“高永蒨”，先后师从王瑶卿、于连泉、韩世昌、雪艳琴、欧阳予倩、程玉菁等名家。1947年，加入焦菊隐主办的北平艺术馆。北平和平解放后，1949年7月28日，中国戏曲改进会发起人大会在北京饭店举行，高玉倩作为中国戏曲改进会发起人参加。中华人民共和国成立后，1950年调入中国京剧院工作。1964年起，改工老旦。在现代京剧《红灯记》（八个样板戏之一）中饰演李奶奶，成为文革期间家喻户晓的知名演员。高玉倩参演过许多戏曲及影视剧。代表京剧剧目有《桃花扇》、《九件衣》、《新蝴蝶梦》、《凤凰二乔》、《彩楼记》、《人面桃花》、《吕布与貂蝉》等等。在电视剧《西游记》中饰演高老庄的高老太。
2018年12月23日在北京逝世，享年92岁。